# Louise Brown
Louise Joy Brown (Oldham, Verenigd Koninkrijk, 25 juli 1978) is de eerste reageerbuisbaby uit de geschiedenis.
Louise Brown is het eerste kind van Lesley en John Brown. Na negen jaar proberen ondernamen zij de eerste ivf-behandeling, uitgevoerd door Patrick Steptoe en Robert Edwards. Deze was een succes en in 1978 werd Louise geboren door middel van een keizersnede. Ze woog 2,6 kg.
De ivf-methode, die inmiddels bij miljoenen mensen is toegepast, leidt tot gezonde en vruchtbare kinderen. Brown heeft geen bijzondere ziekten, net zomin als haar, eveneens via ivf verwekte, vier jaar jongere zus Natalie. Ze werkt bij de posterijen in Bristol en is sinds enige tijd getrouwd. Op 10 juli 2006 werd bekend dat ze zelf op natuurlijke wijze zwanger is geworden. Haar zoon Cameron is geboren op 21 december 2006. Ze was daarmee niet de eerste reageerbuisbaby, die zelf een kind kreeg; Louises zus Natalie kwam reeds in 1999 die eer toe.

## Voetnoot
1. ↑  Baby son joy for test-tube mother, BBC News. Gearchiveerd op 1 juni 2022.
2. ↑  World's first IVF baby marks 30th birthday, Agence France-Presse